# Zoo Tiflis

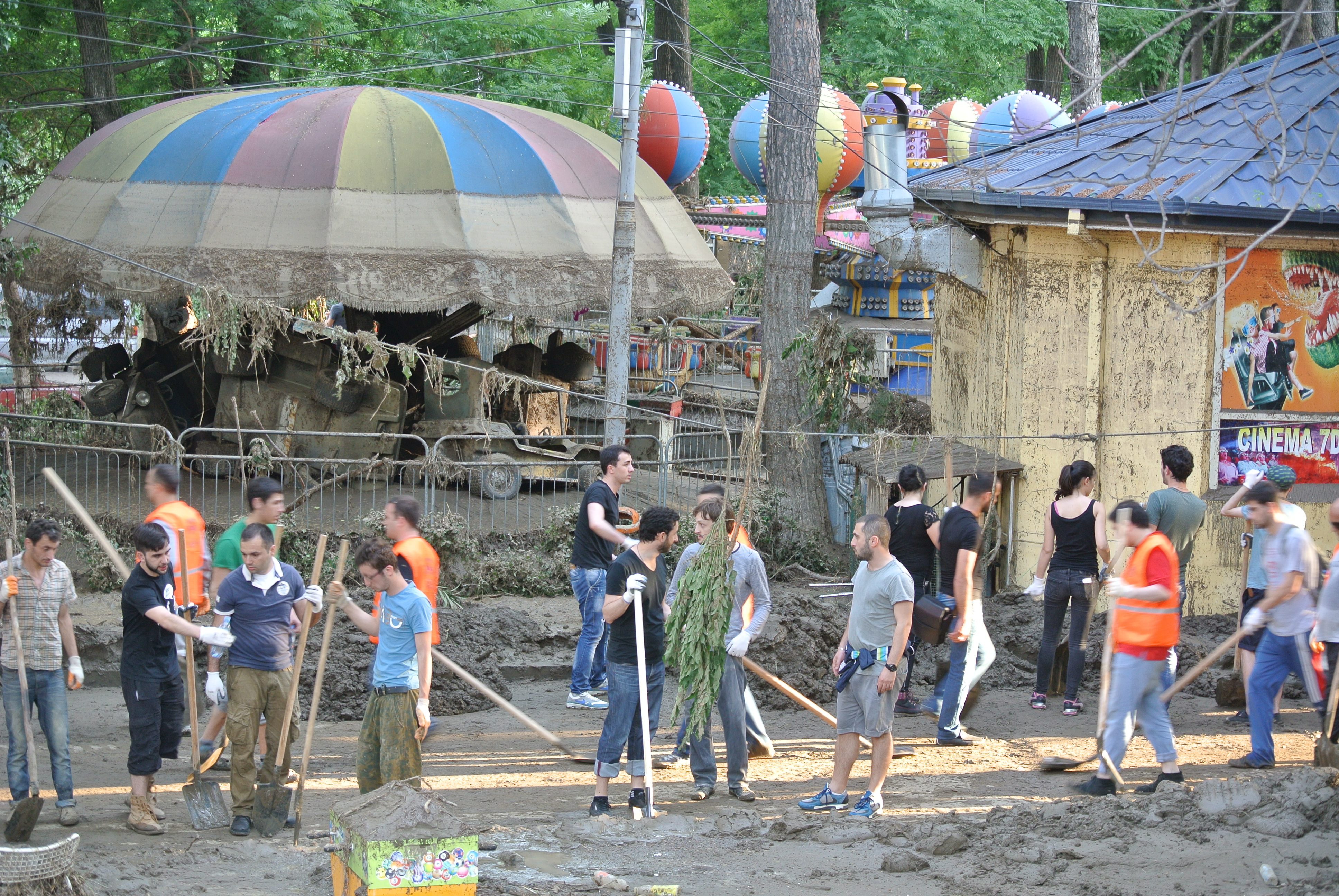
Freiwillige bei Aufräumarbeiten im Zoo Tiflis am 14. Juni 2015

Der Zoologische Garten Tiflis (georgisch: თბილისის ზოოლოგიური პარკი, tbilissis soologiuri parki) ist der älteste und größte Tierpark in der Kaukasusrepublik Georgien. Gegründet im Jahr 1927, befindet er sich im Flusstal der Were im Stadtzentrum von Tiflis.
Der Zoo ist dem Rathaus von Tiflis unterstellt und weitgehend auf finanzielle Mittel aus dem Stadthaushalt angewiesen. Am 14. Juni 2015 richteten Überflutungen schwere Schäden im Zoo an, wobei viele Tiere umkamen oder aus ihren Gehegen ausbrachen und in die Straßen von Tiflis entkamen. Davor umfasste der Zoo eine Fläche von etwa 120 Hektar und beherbergte rund 300 Arten, darunter 50 Säugetierarten, 40 Vogelarten sowie mehrere Dutzend Reptilien-, Amphibien- und Fischarten, die sowohl aus dem Kaukasus als auch aus anderen Regionen der Erde stammen. Ferner bot der Zoo rund 30 verschiedene Attraktionen an, darunter einen Klettergarten, ein Lachkabinett und ein Riesenrad.

## Geschichte
Der Zoo wurde am 10. Februar 1927 auf Beschluss des Stadtrates gegründet. Er wurde von georgischen und russischen Spezialisten, darunter Pjotr Alexandrowitsch Manteuffel, dem damaligen Direktor des Moskauer Zoos, entworfen und in den 1930er Jahren erweitert. 1931 wurden ein parasitologisches Labor sowie ein zoologisches Museum eröffnet und es wurden erfolgreiche Kreuzungsexperimente zwischen verschiedenen Tieren durchgeführt, darunter zwischen Pferd und Zebra sowie zwischen Ziege und Ostkaukasischer Steinbock. Ein Kreuzungsversuch zwischen Pfau und Truthahn erwies sich allerdings als Fehlschlag. 1936 wurde der erste Zooführer veröffentlicht. 1938 erwarb der Zoo mehrere exotische Tiere vom Moskauer Zoo, darunter seinen ersten Elefanten, Emus, Nandus, Schimpansen, diverse Papageienarten, Trauerschwäne sowie Gold- und Silberfasane. In der Stadt warben Plakate für den Zoo, der nun regelmäßig Zuwachs an neuen Tieren erhielt.
In seiner Blütezeit in den 1970er Jahren beherbergte der Zoo über 1000 Tiere und wurde von mehr als 500.000 Menschen im Jahr besucht. In den 1990er Jahren verfiel der Zoo, der weitgehend von den schwindenden Zuschüssen aus dem Stadthaushalt abhängig war, zusehends, als Folge eines wirtschaftlichen Zusammenbruchs und der politischen Unruhen im postsowjetischen Georgien. Neil Trent, ein Vertreter der World Society for the Protection of Animals, berichtete im Jahr 1993, dass mehr als die Hälfte der Tiere seit 1991 an Kälte oder Hunger gestorben waren. Teilweise wurden die verendeten Tiere an die überlebenden verfüttert.
In den 2000er Jahren erlebte der Zoo eine Aufschwung, als 2007 das Meeresaquarium, das erste seiner Art im Kaukasus, eröffnet wurde. Im Jahr 2012 entschied die Stadtverwaltung einen neuen Zoo- und Erholungskomplex neben dem Tiflis-See, einem großen Reservoir am östlichen Stadtrand von Tiflis, zu errichten. Das aus Australien stammende Architekturbüro Hassell stellte einen Entwurf für den Neubau eines modernen Zoos vor, der ein Eingangszentrum, einen Boulevard, ein zweites Zentrum mit Kinderspielplatz und Café, einen Innenzoo sowie einen größeren äußeren Zoo beinhalten sollte. Aus Geldmangel wurde das Projekt jedoch nicht verwirklicht und der Zoo verblieb am alten Standort.
Am 14. Juni 2015 führte ein Unwetter zu schweren Überschwemmungen in der Stadt, wobei mindestens 19 Menschen ums Leben kamen. Vor allem der Zoo erlitt massive Zerstörungen. Dutzende von Raubtieren, darunter Bären, Tiger, Löwen, Wölfe und ein Krokodil konnten aus ihren Gehegen ausbrechen und entkamen in die Straßen von Tiflis. Sicherheitskräfte machten Jagd auf die Tiere. Acht Löwen und sieben Tiger ertranken oder wurden erschossen, andere Tiere, darunter ein entlaufenes Nilpferd, wurden betäubt und wieder eingefangen. Insgesamt verlor der Zoo etwa 281 seiner Tiere und drei seiner Mitarbeiter.
Am 15. Juni 2015 richteten Zoodirektor Zurab Gurielidze und Tierschutzverbände schwere Vorwürfe an die Sicherheitskräfte und kritisierten die Erschießung der Raubtiere als zu voreilig. Der Zoo Prag und weitere tschechische Zoos sandten ein Team von qualifizierten Pflegern nach Tiflis, die bereits 2002 und 2013 Überschwemmungen in Prag erlebt hatten. Miroslav Bobek, Direktor des Prager Zoos und Präsident der UCSZOO (Union tschechischer und slowakischer Zoologischer Gärten), initiierte eine öffentliche Sammlung, um den Wiederaufbau des Zoos finanziell zu unterstützen.
Am 17. Juni 2015 wurde ein entlaufener weißer Tiger erschossen, nachdem er auf dem Gelände eines Tifliser Baumarkts einen Mann getötet hatte. Ein verschollen geglaubter Pinguin wurde dagegen in der Kura an der Grenze zu Aserbaidschan gesichtet.
Im September 2015 konnte der Zoo wiedereröffnet werden. Im August 2016 vermeldete der Zoo die seltene Geburt von drei weißen Löwen.